# Programari com a servei
Programari com a servei, més conegut com a SaaS (de l'anglès Software as a Service), és un model de distribució de programari on el suport lògic i les dades utilitzades s'allotgen en servidors d'una companyia de tecnologies d'informació i comunicació (TIC), als quals s'accedeix per Internet des d'un client. L'empresa proveïdora TIC s'ocupa del servei de manteniment, de l'operació diària i del suport del programari usat pel client. Normalment, el programari es pot consultar en qualsevol ordinador, tant si és a l'empresa com si no. Es dedueix que la informació, el processament, els inputs, i els resultats de la lògica de negoci del programari, estan allotjats en la companyia de TIC.

## Exemple
El programari és un producte que es pot distribuir de diverses maneres. Se sol fer mitjançant una instal·lació directa en equips del client. Si algú vol fer servir una aplicació de vendes, compra el producte d'instal·lació (CD, DVD), executa un programa de configuració, dona les seves claus i, d'aquesta manera, pot començar a utilitzar el sistema. Però si l'usuari necessita que una altra persona a l'altre extrem de la Terra consulti la seva llista de clients, cobraments pendents o preus, i els voldria manipular amb el mateix programari, necessitaria un altre producte, o necessitaria descarregar aquest programa executable des de la web, i a més necessitaria una llicència per a aquest producte, o fer ús d'una VPN, o comunicar-se mitjançant correu electrònic amb la seu d'operacions. En canvi, si el programari està modelat com a servei, els requisits poden ser molt més simples.

## Programari sota demanda?
Consisteix a poder usar una aplicació des d'un ordinador client (exemple l'ordinador portàtil d'un venedor), cap a un servidor central situat en l'empresa proveïdora de sistemes i no a la companyia del client. També pot donar-se el cas de companyies més grans que hostatgin en els seus propis servidors, i alhora prestin o venguin els seus serveis de programari a altres empreses del sector.

## SaaS vertical vs. horitzontal
SaaS horitzontal i SaaS vertical són models diferents de serveis d'informàtica en el núvol. El SaaS horitzontal s'adreça a una àmplia varietat de clients, generalment sense tenir en compte la seva indústria. Alguns exemples populars de proveïdors de SaaS horitzontals són Salesforce i HubSpot. El SaaS vertical, d'altra banda, es refereix a un veta de mercat orientat a una varietat més reduïda de clients per a satisfer els seus requisits específics.

## Prestacions
Les característiques del programari com a servei inclouen:
- Accés i administració a través d'una xarxa.
- Activitats gestionades des d'ubicacions centrals, en lloc de la seu de cada client, de manera que els permeten tenir accés remot a les aplicacions a través de la web.
- La distribució de l'aplicació és més propera al model un a molts (una instància amb múltiples usuaris) que al model un a un, incloent arquitectura, preus, col·laboració, i administració.
- Actualitzacions centralitzades, la qual cosa elimina la necessitat de descarregar pegats per part dels usuaris finals.
- Freqüent integració amb una xarxa major de programari de comunicació, bé com a part d'un mashup o com a enllaç per a una plataforma com a servei

### Avantatges
- No és necessari que el client compti amb una àrea especialitzada de suport per al sistema, per la qual cosa es redueixen els seus costos i el risc d'inversió.
- La responsabilitat de l'operació recau en l'empresa TIC. Això significa que la garantia de disponibilitat de l'aplicació i la seva correcta funcionalitat són part del servei que dona la companyia proveïdora del programari.
- L'empresa TIC no desatén al client. El servei i atenció continuada del proveïdor al client és necessària perquè aquest últim continuï pagant el servei.
- L'empresa TIC proveeix els mitjans segurs d'accés en els entorns de l'aplicació. Si una empresa TIC vol donar SaaS en la seva cartera de productes, ha d'oferir accessos segurs perquè no s'infiltrin dades privades a la xarxa pública.
- No cal comprar una llicència per utilitzar el programari, sinó pagar-ne un lloguer o renda per l'ús del programari. Encara que també hi ha casos particulars on el servei és totalment gratuït, com per exemple el servei de blogs que brinden diferents companyies: WordPress, Blogger, etc.; és a dir, es compta amb el servei, es pot accedir lliurement, es garanteix usabilitat i actualitat, però no es paga pel servei.
- Se li permet al client total flexibilitat en l'ús dels sistemes operatius de la seva preferència, o al com pugui tenir accés.

### Inconvenients
- L'usuari no té accés directe als seus continguts, ja que estan guardats en un lloc remot, tret que el sistema prevegi l'exportació de les dades (Google, per exemple, permet descarregar els correus a una computadora) i en cas de no comptar amb mecanismes de xifratge i control disminueix l'índex de privadesa, control i seguretat que això suposa, ja que la companyia TIC podria consultar-los.
- L'usuari no té accés al programa, per la qual cosa no pot fer modificacions (depenent de la modalitat del contracte de serveis que tingui amb la companyia TIC).
- En estar el servei i el programa dependents de la mateixa empresa, no permet a l'usuari migrar a un altre servei utilitzant el mateix programa (segons la modalitat del contracte de serveis amb la companyia de TIC).
- Si el servei d'Internet no està disponible per part de l'ISP, l'usuari no tindrà accés al programa, per la qual cosa les seves operacions resultaran afectades fins que aquest servei es restableixi.
- Els desavantatges són propis de la cultura instal·lada que és millor tenir les dades en el meu ordinador, però la tendència indica que això desapareixerà.

## Tendències
Com a resultat, la fragmentació generalitzada en l'oferta de SaaS hi ha una tendència emergent cap al desenvolupament de Plataformes d'Integració de SaaS (SIP en anglès). Aquestes SIP permeten els subscriptors accedir a múltiples ScuS a través d'una plataforma comuna. També ofereixen a desenvolupadors l'oportunitat de desenvolupar i desplegar noves aplicacions ràpidament.
Se sol referir a aquesta tendència com la "tercera ona" de l'adopció de programari —en la qual els SaaS passen a ser part d'una plataforma coherent. La primera de totes va ser creada per Bitium i proporciona serveis SSO a negocis que operen amb múltiples aplicacions. Zoho i Suitsoft són dues companyies que ofereixen SIP avui dia. Altres companyies com Salesforce, Microsoft i Oracle estan també desenvolupant plataformes similars.
Una altra tendència que s'està produint és la creació de solucions de programari que combinen gestió de recursos humans, nòmines i despeses i fomenten la col·laboració entre cap i empleat. Aquests suplements van en la línia de molts negocis de crear eines de gestió autònoma per a empleats.

## Crítica
Richard Stallman ha criticat el SaaS. Segons Stallman, usar SaaS es pot comparar a utilitzar programari privatiu.
No sempre un programari brindat com a servei és de l'estil no-modificable. De fet, hi ha algunes modalitats de servei en les quals el producte/programari es configura a mesura del client.
Hi ha diversos programes del tipus SaaS que tenen una llicència GPL, i on el proveïdor només cobra per l'ús del servei, de manera que s'ofereix la possibilitat al client de modificar-lo o aconseguir el codi font, implementar-lo en el servidor de la mateixa empresa, i aquesta, al seu torn, distribuir el servei cap als seus empleats per internet (els exemples més comuns són alguns ERP i CRM).